# Posedații (Star Trek: Voyager)
„Posedații” (titlu original: „Spirit Folk”) este al 17-lea episod din al șaselea sezon al serialului TV american științifico-fantastic Star Trek: Voyager și al 137-lea episod în total. A avut premiera la 23 februarie 2000 pe canalul UPN.

## Prezentare
O defecțiune, datorată rulării non-stop a satului irlandez holografic numit Refugiul păcii, face ca personajele holografice să capete conștiință de sine. Rste inspirat din episodul „Nava de sticlă”, (sau „Mesaj într-o sticlă”) al seriei Star Trek: Generația următoare.

## Actori ocazionali
- Fintan McKeown - Michael Sullivan
- Richard Riehle - Seamus Driscol
- Ian Abercrombie - Milo
- Ian Patrick Williams - Doc Fitzgerald
- Henriette Ivanans - Maggie O'Halloran
- Duffie McIntire - Grace
- Bairbre Dowling - Edith

## Primire
O parte a coloanei sonore create de Jay Chattaway pentru acest episod a fost nominalizată la Premiul Emmy.